# Damian Adamczak
Damian Adamczak (ur. 7 września 1991 w Bydgoszczy) – polski żużlowiec.

## Kariera sportowa
Sport żużlowy uprawia od 2008 r., reprezentując kluby: Polonia Bydgoszcz (2008–2011), Orzeł Łódź (2012), Stal Rzeszów (2012) oraz Start Gniezno (2013). 
Finalista indywidualnych mistrzostw świata juniorów (2012 – XVII miejsce). 
Złoty medalista młodzieżowych drużynowych mistrzostw Polski (Bydgoszcz 2011). Finalista młodzieżowych indywidualnych mistrzostw Polski (Gorzów Wielkopolski 2011 – XVI miejsce). Finalista młodzieżowych mistrzostw Polski par klubowych (Gdańsk 2011 – VI miejsce). Finalista turnieju o "Brązowy Kask" (Wrocław 2009 – XII miejsce). Dwukrotny finalista turniejów o "Srebrny Kask" (Wrocław 2011 – VIII miejsce, Rzeszów 2012 – XIII miejsce).
Brązowy medalista mistrzostw Polski par klubowych (Toruń 2010). Finalista indywidualnych mistrzostw Polski (Zielona Góra 2012 – XV miejsce). 